# Valpolicella (Gebiet)

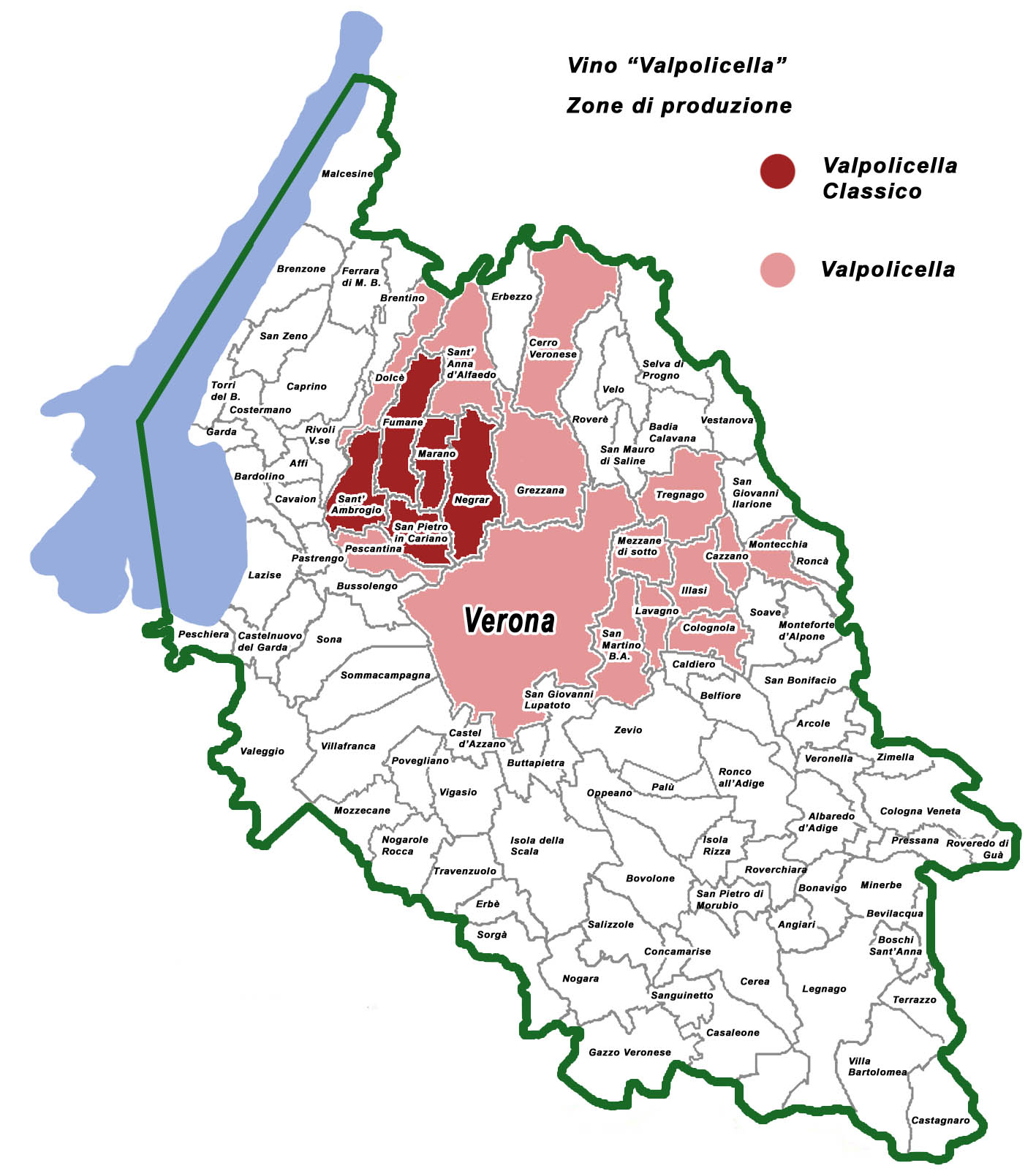
Die Anbaugebiete für Valpolicella und Valpolicella classico, in der Provinz Verona

Valpolicella (venetisch Valpolexela) ist der Name eines italienischen Weinbaugebiets (Venetien) in den lessinischen Hügeln nördlich von Verona und östlich des Gardasees.
Valpolicella-DOC-Weine werden in drei genau abgegrenzten Gebieten angebaut, die alle zwischen der Etsch (Adige) und den Monti Lessini liegen. Es sind dies die Gebiete (von West nach Ost):
- Valpolicella Classica umfasst die Täler von Fumane, Marano und Negrar;
- Valpolicella Valpantena verläuft über 12 km parallel zum Gebiet Valpolicella Classica und reicht bis in die Vororte von Verona;
- Valpolicella umfasst die Täler Squaranto, Mezzane, Illasi, Tramigna und Alpone sowie ebenfalls Ortsteile von Verona.

Die hier angebauten Weine sind meist leicht und sollten jung getrunken werden. Sie können aber auch als Riserva ausgebaut sein, dann erreichen sie eine beachtliche Fülle an Geschmack. Weiterhin werden hochwertige Amarone della Valpolicella, Valpolicella Ripasso und der süße Recioto della Valpolicella erzeugt.

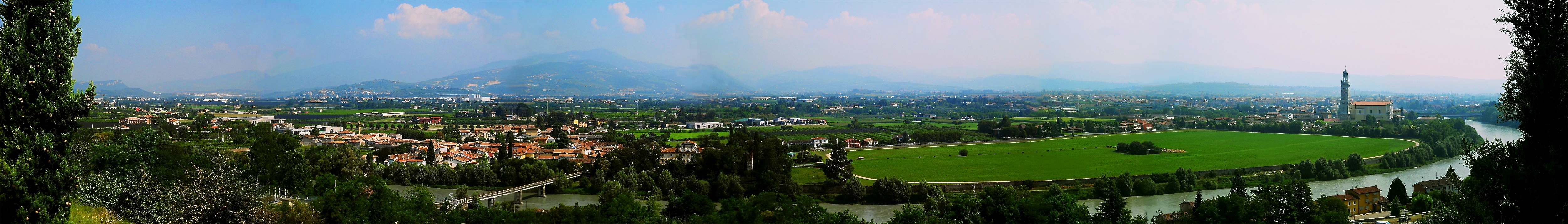
Panoramaansicht des unteren Valpolicellagebiets

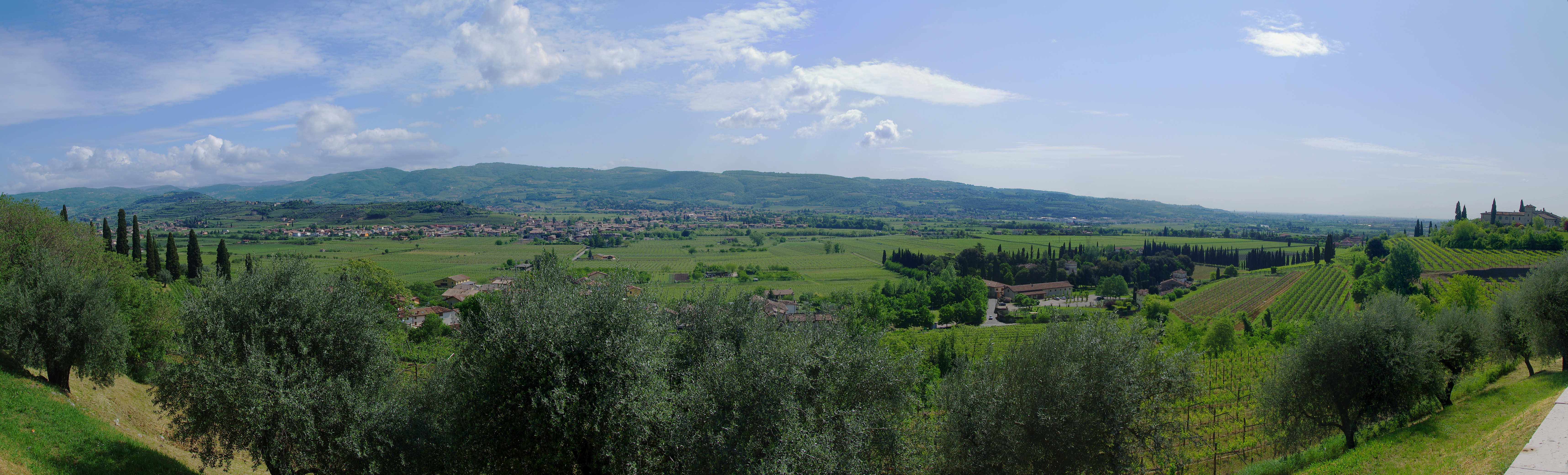
Panoramaansicht des unteren Valpolicellagebiets